# Stiff Upper Lip
Stiff Upper Lip utkom den 28 februari 2000 och är ett album av den australiensiska rockgruppen AC/DC. Albumets namn är baserat på ett brittiskt uttryck som betyder att man visar självbehärskning.

## Låtlista
Alla låtar skrivna av Angus Young och Malcolm Young.
1. "Stiff Upper Lip" - 3:34
2. "Meltdown" - 3:41
3. "House of Jazz" - 3:56
4. "Hold Me Back" - 3:59
5. "Safe in New York City" - 3:59
6. "Can't Stand Still" - 3:41
7. "Can't Stop Rock 'N' Roll" - 4:02
8. "Satellite Blues" - 3:46
9. "Damned" - 3:52
10. "Come and Get It" - 4:02
11. "All Screwed Up" - 4:36
12. "Give It Up" - 3:55

## Medverkande
- Brian Johnson - Sång
- Angus Young - Sologitarr
- Malcolm Young - Kompgitarr, Bakgrundssång
- Cliff Williams - Elbas, Bakgrundssång
- Phil Rudd - Trummor
- George Young - Producent